# Streghe verso nord
Streghe verso nord è un film del 2001, diretto da Giovanni Veronesi e con protagonista Teo Mammucari, al suo esordio come attore.

## Trama
Teo Sellari è uno scrittore che ha realizzato un libro sulle streghe da cui verrà tratto un film. Gallio De Dominicis, produttore del film, rivela che le streghe esistono e che sia lui che Teo fanno parte di una speciale categoria chiamata Disinnescatori, anche se lo scrittore non ne era consapevole. Il loro compito è quello di "liberare" le streghe tirando loro una testata e poi trascinandole per sette passi verso nord, così che tutti coloro che hanno assistito alla scena la dimentichino immediatamente, proprio come Teo stesso aveva scritto nel suo libro. Teo, inizialmente spaventato ed incredulo, accetta poi di seguire il suo destino ed aiutare il collega. Alla fine Lucilla, cognata di Teo e moglie di suo fratello Paolo, si rivela essere una potente strega ed il cognato è costretto a colpirla. Teo sembra volersi ritirare da questo strano mestiere, ma la scena finale molto suggestiva mostra lo scrittore aiutare Gallio a vincere una gara di barche a vela telecomandate nuotando per vari minuti sott'acqua, sfruttando uno dei poteri dell'essere un disinnescatore.

## Produzione
Il film è ambientato a Roma. Il coprotagonista Sorvino è un appassionato di modellismo navale dinamico. I due protagonisti viaggiano su una BMW Serie 5. La villa al mare del fratello del protagonista è a Castiglione della Pescaia- Punta Ala, mentre il campionato italiano di modellismo navale è svolto a Rosignano Marittimo-Solvay, entrambe in Toscana.